# Vaccinium praestans
Vaccinium praestans är en ljungväxtart som beskrevs av Aylmer Bourke Lambert. Vaccinium praestans ingår i Blåbärssläktet, och familjen ljungväxter. Inga underarter finns listade i Catalogue of Life.

## Bildgalleri

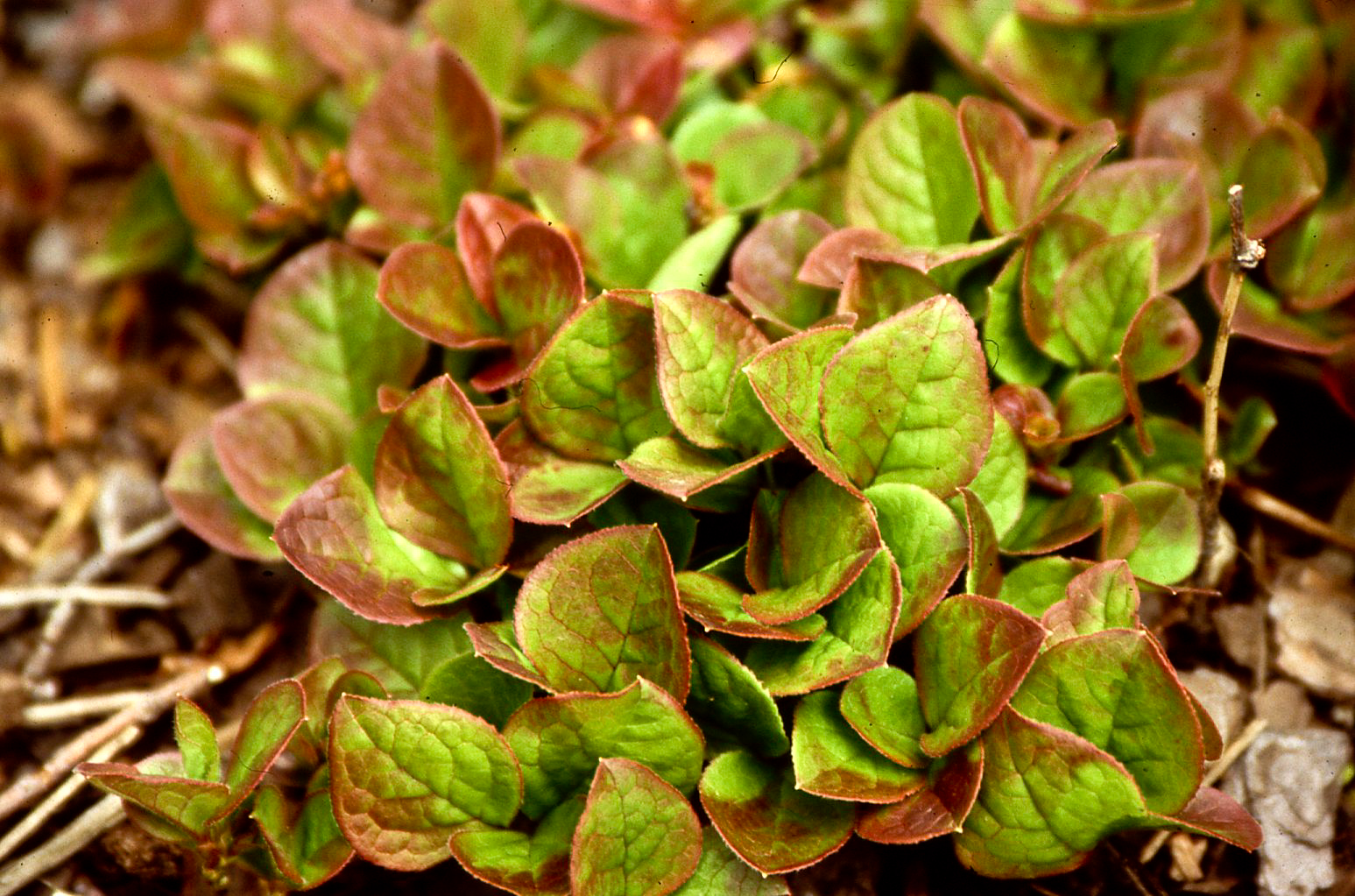
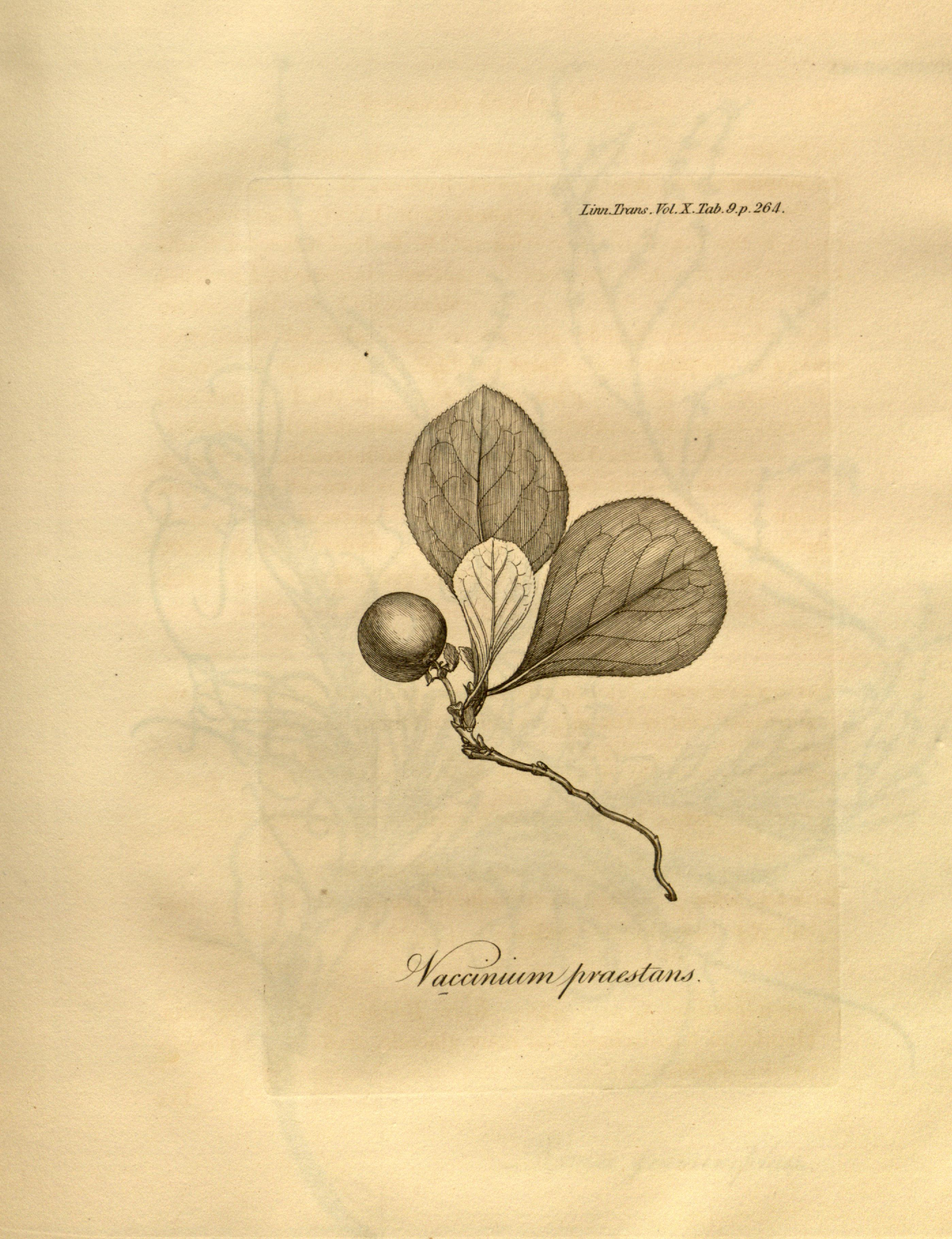